# جيريمي إبوبيس
جيريمي إبوبيس (14 فبراير 1997 ببيثيسدا في الولايات المتحدة - ) هو لاعب كرة قدم أمريكي في مركز الهجوم.

## روابط خارجية
- جيريمي إبوبيس على موقع الدوري الأمريكي (الإنجليزية)
- جيريمي إبوبيس على موقع قاعدة بيانات كرة القدم.إي يو (الإنجليزية)
- جيريمي إبوبيس على موقع ناشيونال فوتبول تيمز (الإنجليزية)
- جيريمي إبوبيس على موقع Soccerbase.com (لاعب) (الإنجليزية)
- جيريمي إبوبيس على موقع Soccerway.com (الإنجليزية)
- جيريمي إبوبيس على موقع عالم كرة القدم.نت (الإنجليزية)